# 사촌 소수
사촌 소수(cousin prime)은 두 수의 차가 4인 소수의 쌍, 즉 (p, p+4)다. 

## 사촌 소수의 예
1000보다 작은 사촌 소수쌍은 다음과 같다. (OEIS의 수열 A023200, A046132)
(3, 7), (7, 11), (13, 17), (19, 23), (37, 41), (43, 47), (67, 71), (79, 83), (97, 101), (103, 107), (109, 113), (127, 131), (163, 167), (193, 197), (223, 227), (229, 233), (277, 281), (307, 311), (313, 317), (349, 353), (379, 383), (397, 401), (439, 443), (457, 461), (487, 491), (499, 503), (613, 617), (643, 647), (673, 677), (739, 743), (757, 761), (769, 773), (823, 827), (853, 857), (859, 863), (877, 881), (883, 887), (907, 911), (937, 941), (967, 971)
2005년 11월 기준으로, 밝혀진 가장 큰 사촌 소수는 다음과 같다.
p=[9771919142 · {(53238 · 7879#)2 - 1} + 2310] · 53238 · 7879#/385 + 1
여기에서 7879#는 1부터 7879까지의 소수를 모두 곱한 수를 의미한다.

## 같이 보기
- 쌍둥이 소수